# Amaravati
Amaravati (télougou : అమరావతి ; IAST: Amarāvatī), qu'on écrit également Amaravathi, est une petite ville sur les bords du fleuve Krishnā dans l'État d'Andhra Pradesh, dans le sud-est de l'Inde. La ville porte le nom de l'une des anciennes capitales des Satavahana (avec Pratishthana (Paithan)) et a donné son nom au style des sculptures qu'on trouve dans cette région, ainsi qu'à la nouvelle capitale de l'Andhra Pradesh en construction.

## Histoire
Abandonné, le site d'Amaravati réémerge à la fin du XVIIIe siècle, lorsque Vasireddy Venkatadri Naidu, zamindar de Chintapalli, décide d'y déplacer le chef-lieu de son fief. La fondation de cette nouvelle cité durant la décennie 1790, entraîne également la découverte des vestiges de l'ancienne Amaravati. Ceux-ci seront grandement détériorés par les démantèlements en vue de réutiliser les matériaux de construction, ainsi que les excavations sauvages de pilleurs,. Venkatadri Naidu parvient sous son règne à faire d'Amaravati un centre culturel considéré en Andhra, grâce à ses activités mécénales importantes qui attirent des artistes, des penseurs, des hommes de lettres ainsi que des religieux.

## Lieux et monuments
Le style Amaravati a été florissant du IIIe siècle av. J.-C. au IIe siècle av. J.-C., sous le règne de la dynastie Satavahana. Sculptées en relief dans un calcaire blanc verdâtre, les sculptures d'Amaravati dépeignent des épisodes de la vie du Bouddha. Le style s'est ensuite répandu à Sri Lanka et en Asie du Sud-Est.
Le stupa d'Amaravati était l'un des plus grands de l'Inde au temps du bouddhisme et la tradition tantrique prétend que le Bouddha y enseigna le kalachakra. Il a été largement détruit au XIXe siècle par des entreprises de construction pour faire du mortier. Selon certaines traditions, c'est à Amaravati que Gautama lors d'une vie antérieure rencontra le bouddha Dipankara qui lui prophétisa qu'il deviendrait un jour bouddha à son tour.

## Galerie

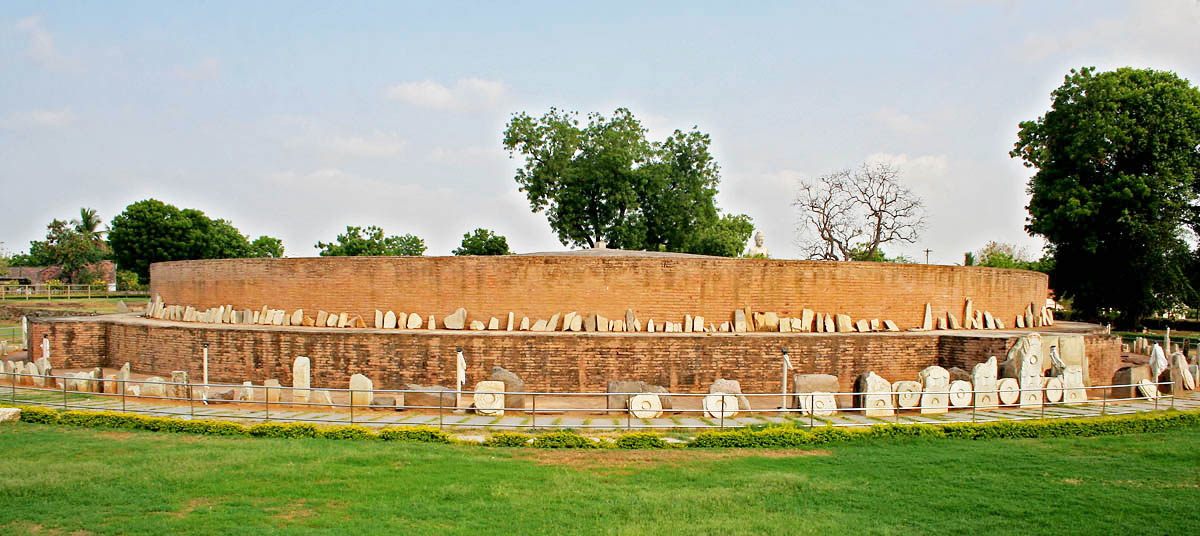
Le stūpa d'Amaravati
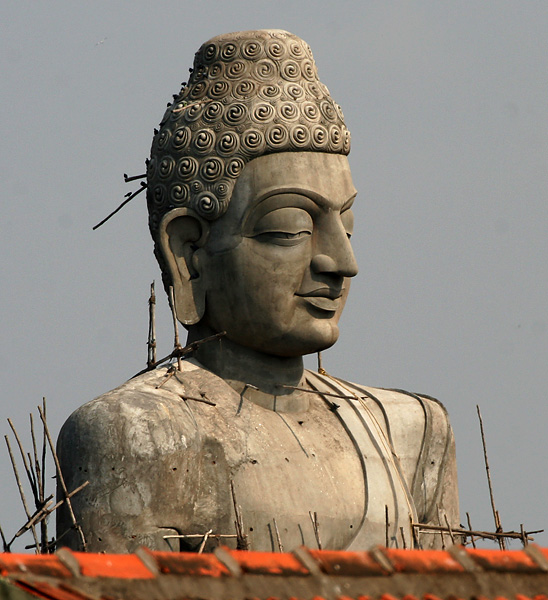
Le bouddha Dhyana en construction
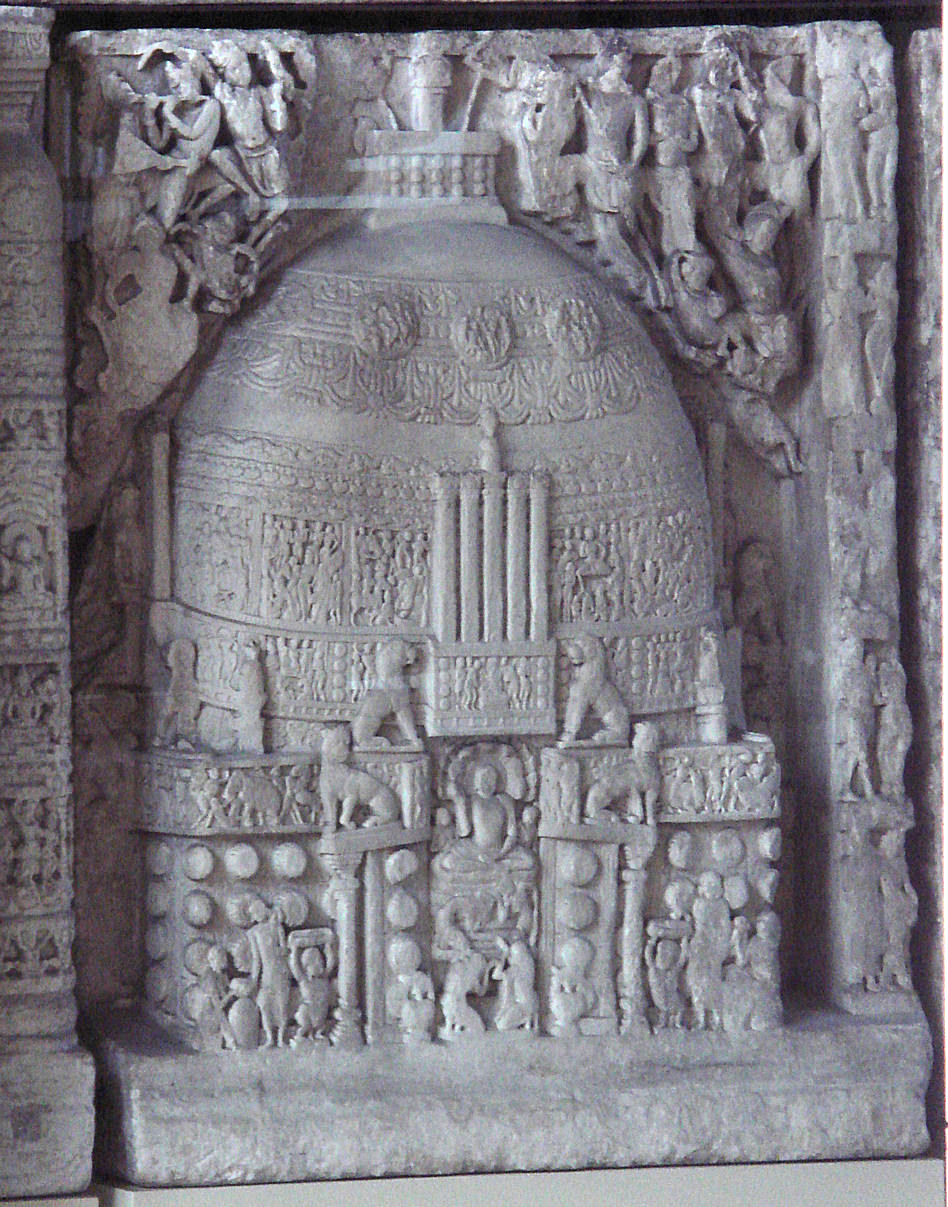
Bas-relief représentant le stūpa d'Amaravati (British Museum)
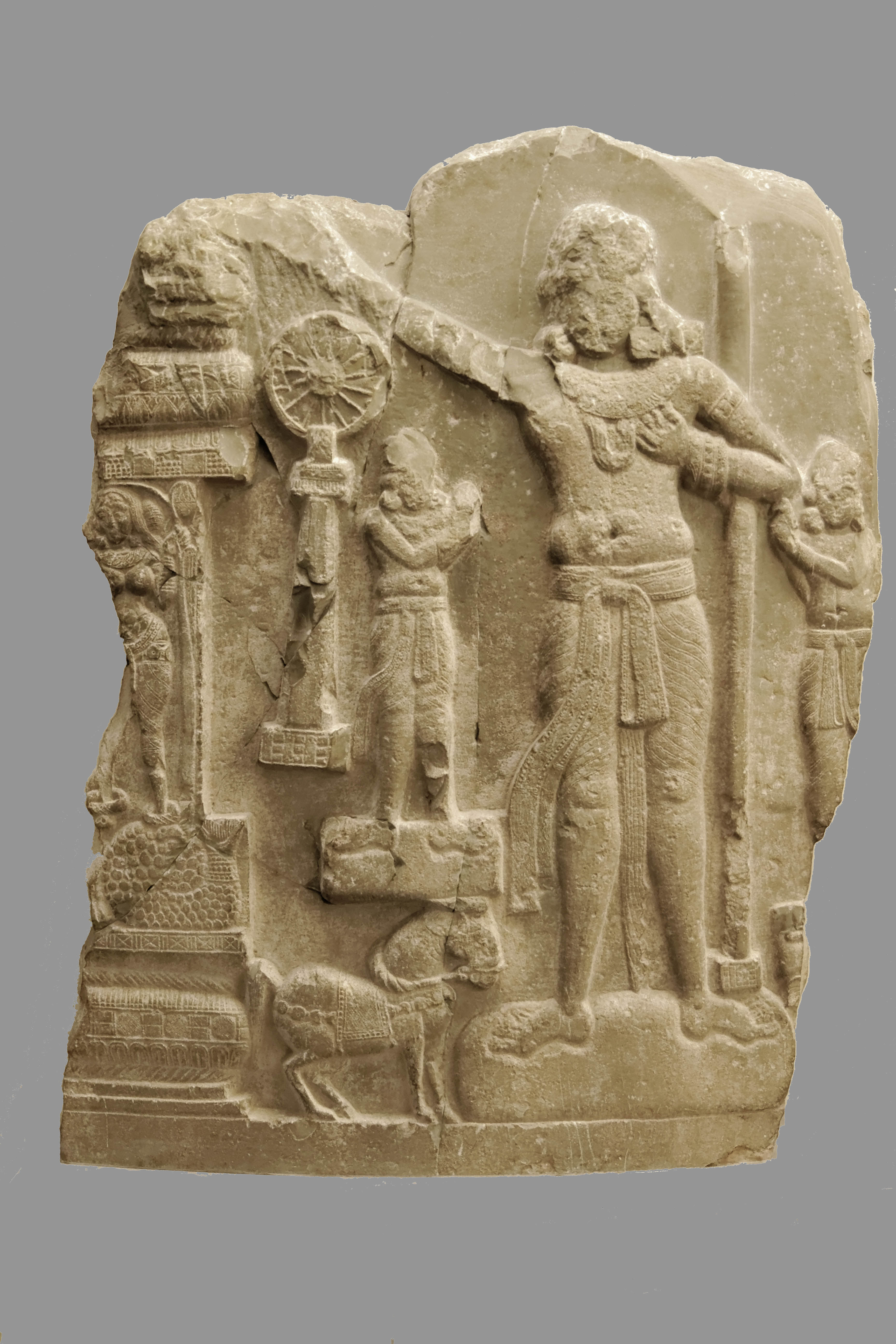
Le souverain universel[5] école d'Amaravati fin Ier s. av. n. è. - Ier s. Plaque de revêtement de stupa, calcaire marmoréen. Musée Guimet
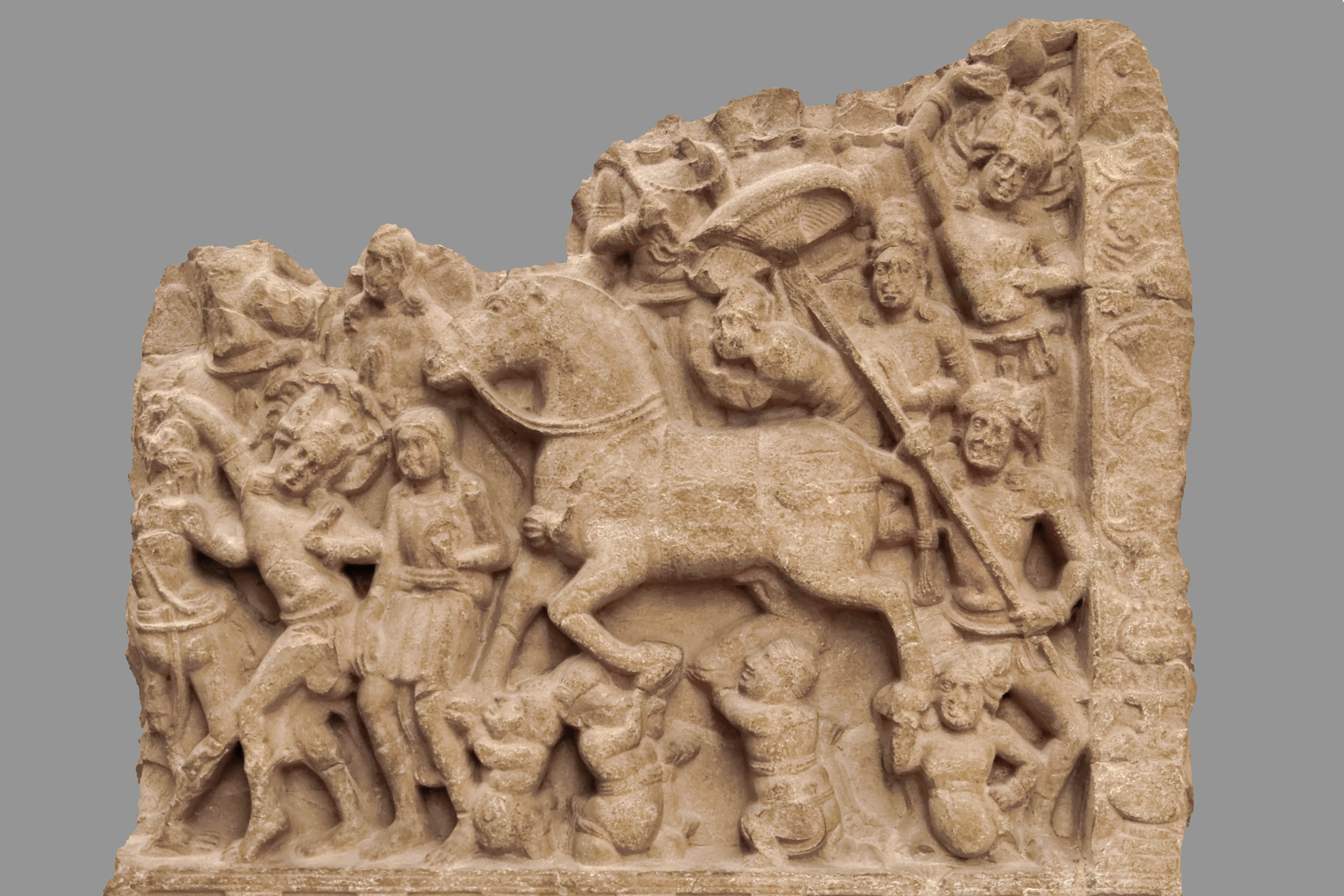
Le Grand départ du prince Siddharta Gautama - école d'Amaravati, IIe s.. Plaque de revêtement de stupa, calcaire marmoréen, H 90 L. 89 cm. Musée Guimet
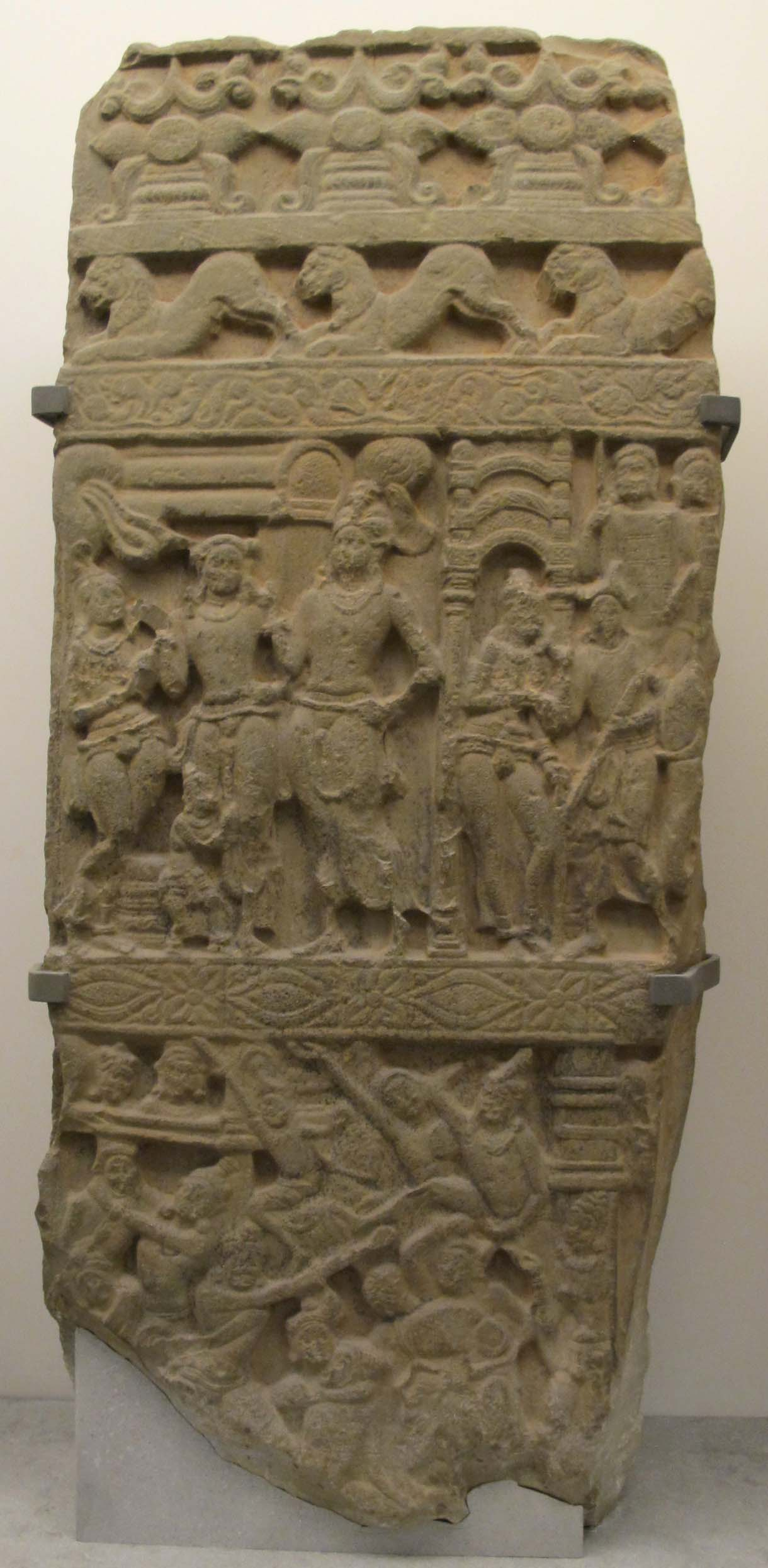
Le roi serpent Sankhapala invite Alara Kalama[6] dans son palais. Et scène de combat. Style d'Amaravati, Nagarjunakonda, IIIe s.. Musée Guimet